# The Good Companions (1957)
The Good Companions é um filme de comédia romântica e musical britânico de 1957 dirigido por J. Lee Thompson.
Trata-se de um remake do filme homônimo de 1933, baseado no romance também homônimo de J. B. Priestley.

## Elenco
- Eric Portman - Jess Oakroyd
- Celia Johnson - Miss Trant
- Hugh Griffith - Morton Mitcham
- Janette Scott - Susie Dean
- John Fraser - Ingio Jollifant
- Joyce Grenfell - Lady Parlitt
- Bobby Howes - Jimmy Nunn
- Rachel Roberts - Elsie e Effie Longstaff
- John Salew - Senhor Joe
- Mona Washlbourne - Senhora Joe
- Paddy Stone - Jerry Jerningham